# Allas Krönika
Allas Krönika var en finländsk tidskrift. 
Hösten 1903 började Jonatan Reuter, Arthur Sjöblom och Ernst Häyrén utge den lilla illustrerade tidskriften Sydväst, vars namn under loppet av följande år ändrades till Veckans Krönika. Denna sammanslogs 1923 med veckotidningen Allas Journal (grundad 1921) och fick namnet Allas Krönika samt blev en illustrerad familjetidskrift. År 1934 förenades Allas Krönika och Helsingfors-Journalen (grundad 1930) till Helsingfors-Journalen-Allas Krönika, bytte 1939 namn till Månadsrevyn, som utkom 1940–1948 och i sin tur sammanslogs med Astra.